# Aurelius Asturský
Aurelius (c. 740 – 774) byl král Asturie od roku 768 až do své smrti. Byl synem Fruely z Kantábrie a vnukem Petra z Kantábrie. Dále byl synovcem Alfonsa I. a bratrancem svého předchůdce Fruely I. Jeho bratr Bermudo později taky vládl v Asturii jako Bermudo I.
Aurelius byl zvolen za krále asturskou šlechtou po zavraždění Fruely I. Předpokládá se, že byl korunován v Samě. Na základě abscence zmínek o Aureliovy ve středověkých kronikách se usuzuje, že jeho vláda byla poměrně klidná. Jediná větší událost během jeho vlády zmiňovaná v kronikách bylo povstání poddaných, kterou které Aurelius potlačil. Lokace povstání je neznámá. Jedná se však o první zmínce povstání poddaných proti panstvu v historii Pyrenejského poloostrova. Věří se, že Aurelius vykoupil mír s muslimy jižně od Asturského království. Podle legendy měl být mír vyměněn za manželky. Na místě předání manželek vyrostlo město, které nese příhodný název L'Entregu, což znamená předání. 
Zdá se, že Aurelius si zvolil za sídlo a prakticky i za hlavní město království oblast dnešního San Martín del Rey Aurelio. Po 6 letech vládnutí zde zemřel roku 774. Soudobé kroniky se nezmiňují, že by se kdy oženil a měl děti. Jeho nástupcem se tak stal Silo manžel Adosindy, která byla dcerou Alfonsa I.
Historici se přou o přesné poloze Aureliánových ostatků, jelikož asturské kroniky se ohledně této informace vzájemně popírají. Kronika Alfonsa III. tvrdí, že byl pohřben poblíž jeho sídla v údolí Langreo v kostele San Martín de Tours (San Martín del Rey Aurelio), kde by měl být hrob s vyrytým nápisem "Rey Aurelio" (král Aurelius). Kronika Estoria de España (známa taky jako Primera Crónica General), napsaná ve 13. století za vlády Alfonsa X. Kastilského, říká, že Aureliovy ostatky byly pohřbeny ve městě Cangas de Onís. Dále  historik Esteban de Garibay tvrdí, že Aurelius byl pohřben vedle svého otce Fruely z Kantábrie v nedochovaném kostele San Miguel ve městě Yanguas v provincii Soria.